# Yangluo híd
A Yangluo híd függőhíd Kínában, mely egyike a világ leghosszabb függőhídjainak. A  legnagyobb támaszköze 1280 méteres. 2007-ben nyílt meg a forgalom számára.